# Spider's Web (singolo)
Spider's Web è un singolo della cantautrice britannica Katie Melua pubblicato il 17 aprile 2006, terzo estratto dall'album Piece by Piece.

## Tracce
CD-Single Dramatico DRAMCDS0018 / EAN 0802987003728
1. Spider's Web (Single Version) - 3:58
2. Spider's Web (Album Remix) - 3:57
3. Cry Baby Cry

CD-Maxi Dramatico 0000175DRA
1. Spider's Web (Single Version) - 3:58
2. Spider's Web (Album Remix) - 3:57
3. Cry Baby Cry - 2:24
4. Spider's Web (Video)

## Classifiche
| Classifica (2006) | Posizione massima |
| ----------------- | ----------------- |
| Belgio (Fiandre)  | 16                |
| Paesi Bassi       | 50                |
| Svizzera          | 54                |